# Diabrotica distincta
Diabrotica distincta es una especie de insecto coleóptero de la familia Chrysomelidae.
Fue descrita científicamente en 1882 por Jacoby.